# Vertisol

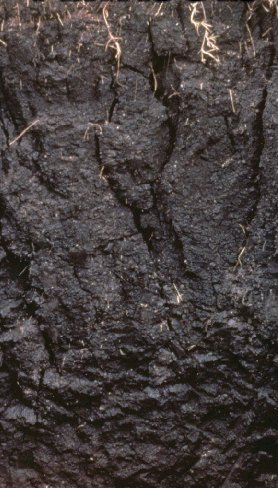
Perfil de Vertisol.

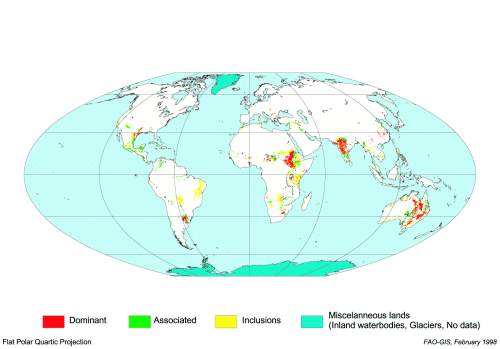
Mapa de distribución de Vertisoles

Los Vertisoles son un Grupo de Suelos de Referencia de la clasificación de suelos World Reference Base for Soil Resources (WRB) y un orden de la Soil Taxonomy. Un Vertisol es aquel suelo, generalmente negro, en donde hay un alto contenido de minerales de arcilla expansiva, entre ellos muchas montmorillonitas, que forman profundas grietas en las estaciones secas, o en años secos. Las expansiones y contracciones alternativas causan autolabranza (self-ploughing), donde el material del suelo se mezcla consistentemente entre sí, causando muchos Vertisoles con un horizonte A extremadamente profundo y sin horizonte B. (Un suelo sin horizonte B se denomina suelo A/C soil). Esto también produce en ascenso de material interno a la superficie creando microrrelieves conocidos como gilgai.
Los Vertisoles se forman típicamente de rocas altamente básicas tales como basalto en climas estacionalmente húmedos o sujetos a sequías erráticas y a inundación. Dependiendo del material parental y del clima, pueden oscilar del gris o rojizo al más familiar negro (tierra negra en Argentina y en Australia).
Los Vertisoles se hallan entre los 50° N a 45° S del ecuador terrestre. Las mayores áreas donde los Vertisoles dominan son las del este de Australia (especialmente Queensland, New South Wales), la meseta de Decán en India, sur de Sudán, Etiopía y Chad (la Gezira), y la provincia de Entre Ríos entre el río Paraná y el río Uruguay y su adyacente área occidental de Uruguay. Otras áreas donde los Vertisoles dominan incluye el sur de Texas, norte y occidente de México, las planicies en América central, el norte de Nigeria, Tracia, y partes del este de China.
En su estado climáxico natural, los Vertisoles están cubiertos de pastos o bosques pastizados. Su textura pesada e inestable molestan al crecimiento forestal.
La contracción y expansión de las arcillas del Vertisol dañan construcciones y carreteras, obligando a costosas realizaciones y mantenimientos. Las tierras con Vertisoles se usan generalmente para pastoraje de ganado. No hay problemas con heridas producidas por caer en las grietas durante periodos de seca. Esa actividad intensa de la arcilla forma rápidas compactaciones.
Cuando se hace riego, los cultivos como algodón, trigo, sorgo, arroz crecen bien. Los Vertisoles son especialmente buenos para el cultivo del arroz debido a su impermeabilidad cuando se saturan. La agricultura de secano es muy dificultosa debido a que solo pueden trabajarse en un rango de humedad muy estrecho: son extremadamente duros en seco, y demasiado plásticos en húmedo. En Australia, los Vertisoles son altamente apreciados, porque son los únicos suelos sin deficiencias de fósforo disponible. Algunos los llaman Vertisoles costrosos, por una capa "fragipan" dura y fina en seco, que puede persistir por 2 a 3 años antes de aflojarse lo suficiente como para permitir la siembra.
Los Vertisoles producen peculiares formas del paisaje, como los gilgais, pequeños y efímeros lagos de forma circular formados en una depresión en la superficie de un suelo muy rico en arcilla o Vertisol. Estos suelos se expanden y contraen fácilmente dando lugar a elevaciones y hundimientos del terreno que adquieren formas regulares geométricas. Asimismo se aplica el término a los microrrelieves superficiales en el mismo tipo de terrenos, consistentes en montículos y depresiones.
En la clasificación del Soil Taxonomy, los Vertisoles se subdividen en los siguientes:

## Subórdenes
- Aquerts: Vertisoles sometidos a condiciones ácuicas por algún tiempo en muchos años, mostrando desarrollos morfismos redox y pudiendo pasar como Aquerts. Por su alto contenido de arcilla, la permeabilidad es lenta, desarrollándose condiciones ácuicas. En general, cuando la precipitación excede la evapotranspiración, ocurre el encharcado. Bajo condiciones húmedas, el hierro y el manganeso se movilizan y se reducen. El manganeso puede ser parcialmente responsable del color oscuro del perfil del suelo.

- Cryerts: tienen un régimen de temperatura del suelo críico. Los Cryerts son muy comunes en las Praderas Canadienses, y en similares latitudes de Rusia.

- Xererts: tienen un régimen de temperatura del suelo térmico, mésico, o frígido. Muestran grietas que se abren al menos 60 días consecutivos durante el verano, y se cierran al menos 60 días consecutivos durante el invierno. Los Xererts son muy extensivos en el este mediterráneo y en partes de California.

- Torrerts: hacen grietas que se cierran al menos 60 días consecutivos cuando la temperatura del suelo a 5 dm está por encima de 8 °C. Estos suelos no se presentan extensivamente en EE. UU., aparecen en el oeste de Texas, Nuevo México, Arizona, Dakota dl Sur, y es el suborden más común de Vertisoles en Australia.

- Usterts: hacen grietas abiertas al menos 90 días acumulativos por año. Globalmente, este suborden es el más extenso del orden Vertisol, acompañando a los Vertisoles de los trópicos y climas monzónicos de Australia, India, y África. En EE. UU. los Usterts son comunes en Texas, Montana, Hawaii, y California.

- Uderts: hacen grietas abiertas menos de 90 días acumulativos por año, y menos de 60 días consecutivos durante el verano. En algunas áreas, las grietas se abren solo en años secos. Los Uderts tienen pequeña extensión globalmente, siendo más abundantes en el oeste uruguayo y este argentino, y también en partes de Queensland y el "Cinturón Negro" de Misisipi y de Alabama.